# Brissarthe
Brissarthe korábbi község Franciaország Loire mente régiójában, Maine-et-Loire megyében. 2016. december 15-én hat másik korábbi községgel egyesült és Les Hauts-d’Anjou új község része lett.
Lakosainak száma 630 fő (2018. január 1.). Brissarthe Châteauneuf-sur-Sarthe, Contigné, Daumeray, Étriché és Morannes-sur-Sarthe községekkel határos.

## Népesség
A település népességének változása:
| Lakosok száma | 621  | 519  | 514  | 521  | 528  | 624  | 621  | 624  | 627  | 630  |
|               | 1968 | 1975 | 1982 | 1990 | 1999 | 2011 | 2013 | 2015 | 2017 | 2018 |